# Вайшедебах
Вайшедебах (нем. Veischede, Veischedebach) — река в Германии, протекает по земле Северный Рейн-Вестфалия. Площадь бассейна реки составляет 42,83 км². Длина реки — 16,59 км.
Вдоль реки проходит трасса B 55. Рядом с рекой располагались замки Пеппербург и Бильстейн и укрепление железного века городище Ховкухль. Между последним и находившемся на другой стороне реки укрепленным городищем Якельшен проходил древний торговый путь, пересекавший реку Вайшедебах и уходивший далее к броду, давшему название городу Леннештадт, где Вайшедебах впадает в реку Ленне.